# Lunca (Bihor)
Lunca is een Roemeense gemeente in het district Bihor.

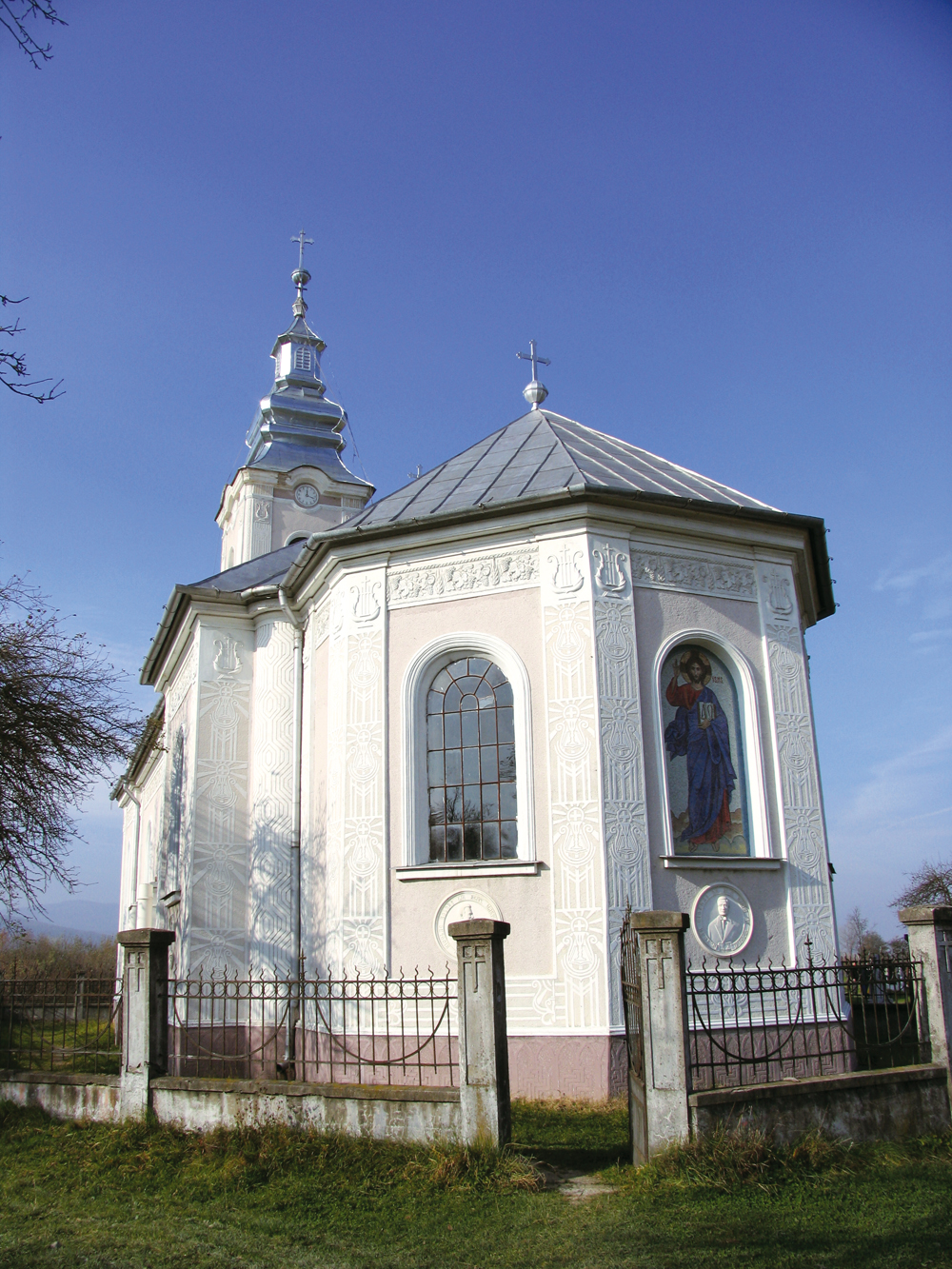
Lunca

Lunca telt 2960 inwoners.